# معهد دراسة الأنظمة الشمولية
معهد دراسة الأنظمة الشمولية (بالتشيكية: Ústav pro studium totalitních režimů, ÚSTR) هي وكالة حكومية تشيكية ومعهد أبحاث، أسسته حكومة التشيك عام 2007. ومقره شارع سيويكوفا براغ، زيزغوف (سمي الشارع تيمنا باسم ريسزارد سيويك).
هدف المعهد جمع وتحليل وتوفير الوصول إلى وثائق النظام النازي والأنظمة الشمولية الاشتراكية. وستضم الأرشيفات أيضا وثائق الشرطة السرية الاشتراكية السابقة StB أو أمن الدولة. إن المعهد منظمة عضوة مؤسسة لمنصة الضمير والذاكرة الأوربية، وتستضيف أمانتها العامة.

## العروض
يقدم المعهد عروضا من بلدان أخرى وطور جولة المعارض الخاصة به. وكان أول عرض له في عام 2009 بعنوان «براغ من منظور الشرطة السرية» وذلك خلال التمثيل الدائم لجمهورية التشيك في الاتحاد الأوربي في بروكسل؛ وقد  راجعته مجلة هارفارد غازيت، إذ علق فيها مارك كرامير -وهو عضو ومدير في مشروع هارفارد لدراسات الحرب الباردة- على المدى الذي ذكر فيه النظام الشيوعي الناس العاديين. «ذهبت الشرطة السرية إلى مدى بعيد في ملاحقة الناس الذين كانو عديمي الضرر تماما. لم يكونوا إرهابيين، ولم يشكلوا خطورة على الحكومة».

## إثارات الجدل

### إثارة جدل بخصوص كونديرا
في عام 2008 جذب المعهد انتباه وسائل الإعلام عندما نشر أحد الباحثين ادعاءً مثيراً للجدل بأن الكاتب ميلان كونديرا كان مُخبرا للشرطة، وأعطى عام 1950 معلومات قادت إلى اعتقال ضيف في مكان سكن الطلبة؛ وقد حُكم الرجل الذي اعتقل ميروسلاف دفوراسيك بالحبس اثنين وعشرين عاما بتهمة جاسوس، وقضى 14 عاما من الحكم ومن ضمنها أشغال شاقة في منجم يورانيوم.
وأكد المعهد صحة تقرير الشرطة عام 1950 الذي بني عليه التقرير، لكنه أشار أنه لم يكن ممكنا التأكد من بعض الحقائق الأساسية. أنكر كونديرا تورطه قائلا: «عارض بأشد العبارة هذه الاتهامات، ماهي إلا أكاذيب صرفة».

### ريموند ماوبي
عرضت بي بي سي تقريرا عام 2012 بأن واحدا من باحثيها الذين زارو براغ بخصوص برنامج عن محاولة تشيكية مفترضة للمساومة مع إدوارد هيث، صادف ملفا مخابراتيا سريا مطولا عن عضو البرلمان المحافظ ريمون ماوبي؛ وكان هناك أدلة بأن ماوبي باع معلومات إلى التشيك في ستينيات القرن العشرين، ولأن ماوبي قد توفى فلم يكن من الممكن سماع القصة من «جانبه».

## المدراء
- بافل زاسيك Pavel Žáček (2008-2010)
- جيري بيرنيس Jiří Pernes (2010)
- زدينيك هازدرا Zdeněk Hazdra (2010- مازال عاملا)
- دانيال هيرمان Daniel Herman (2010-2013)
- بافلا فوغلوفا Pavla Foglová (2013-2014)
- زيدنيك هازدرا Zdeněk Hazdra (2014-الآن) [8][9]